# Brandberg (Tyrolsko)
Brandberg je obec v Rakousku ve spolkové zemi Tyrolsko v okrese Schwaz.
Žije zde 348 obyvatel (1. 1. 2011).